# Prey for Rock and Roll
Pour plus de détails, voir Fiche technique et Distribution.
Prey for Rock and Roll est un film américain réalisé par Alex Steyermark, sorti en 2003.

## Fiche technique
- Titre français : Prey for Rock and Roll
- Réalisation : Alex Steyermark
- Scénario : Cheri Lovedog, Robin Shushan
- Photographie :
- Musique :
- Production :
- Pays d'origine : États-Unis
- Langue d'origine : Anglais américain
- Format : Couleurs
- Durée : 104 minutes
- Genre :
- Date de sortie :
  -  États-Unis 20 janvier 2003 (Festival du film de Sundance)
  -  Canada 11 septembre 2003 (Festival international du film de Toronto)
  -  Italie 31 mai 2004 (Milan International Lesbian and Gay Film Festival)
  -  Royaume-Uni 30 mars 2005 (London Lesbian and Gay Film Festival)
  -  France 22 juin 2007

## Distribution
- Gina Gershon : Jacki
- Drea de Matteo : Tracy
- Lori Petty : Faith
- Shelly Cole : Sally
- Marc Blucas : Animal
- Ivan Martin : Nick
- Eddie Driscoll : Chuck
- Ashley Eckstein : la fille Punk Rock
- Shakara Ledard : Jessica
- Texas Terri (en) : elle-même
- Sandra Seacat (en) : la maman de Jacki
- Nancy Pimental (en) : Natalie
- Greg Rikaart : Scott
- Francois Harold : Johnny
- Joannah Portman